# Ciutat ibèrica fortificada la Punta d'Orleyl
La Ciutat ibèrica fortificada de la Punta d'Orleyl, al municipi de la Vall d'Uixó, a la Plana Baixa, Castelló, és una ciutat emmurallada als peus de la Via Augusta. És datada entre els segles IX-VIII aC, amb un període d'abandó i recuperació posterior de la població, cap a mitjan segle v aC, amb el qual s'inicia una segona fase en la seua història ja en l'ibèric ple, moment en el qual aconsegueix la seva major extensió.
Es tracta d'un jaciment arqueològic catalogat genèricament com Ben immoble de 1a, amb la categoria de Monument, i anotació ministerial del 16 de febrer de 2009 amb número d'anotació R-I-51-0012250.

## Història
El jaciment està format per les restes de la que fos una ciutat de considerables dimensions que havia d'estar integrada en l'Edetània ibèrica, situada al peu de la Via Augusta.
Es tenia coneixement de la seva existència, així com el de la seva necròpoli, però les restes van passar desapercebuts fins entrats els anys 60 del segle xx.
Fins als anys setanta del passat segle no s'inicien les primeres excavacions, les quals van ser responsabilitat del S.I.A.P. i dirigides, la part de la necròpoli, per Francesc Gusi, i les del poblat que es van reprendre entre 1982 i 1985.
En 1992 es va reprendre la seva anàlisi, aquesta vegada sota la direcció d'Isabel Maraño i José María García Fuertes, amb la mediació del Departament de Prehistòria i Arqueologia de la Universitat de València i la conformitat del S.I.A.P.
En aquests estudis es va trobar una segona necròpoli, que es va dir Orleyl II. El seu descobriment va ser casual, ja que es va localitzar en el Camí la Punta, a la fi dels anys noranta, en els treballs realitzats per a la instal·lació d'una canalització.
Ja l'any 2003, es va dur a terme un seguiment arqueològic mentre es realitzaven les obres d'instal·lació del reg a degoteig a l'entorn d'aquest camí per part de la “Cooperativa de Regs La Punta” i “Cooperativa de Regs La Vall”, donant-se lloc al descobriment d'una part de la necròpoli que va donar motiu a una campanya d'excavació deixant-se a la vista sepultures, i podent delimitar una àrea de vigilància per a properes campanyes.

## Descripció
El jaciment conserva una necròpoli en el seu vessant nord-oest i tres línies de muralles que circumden l'acròpoli, un primer recinte i els ravals del costat nord.
Les restes abasten una considerable extensió, la qual cosa fa pensar en una població de certa importància, la qual cosa es veu reforçada per la presència de tres grans edificis públics, la base dels quals està construïda amb grans carreus. És per això que es compara aquest assentament amb uns altres com Saitabi (Xàtiva), Arse (Sagunt) o Edeta (Llíria).
Cronològicament poden distingir-se diferents etapes d'assentament i diverses grandàries de nuclis poblacionals. Des d'un origen anterior a l'època ibèrica, amb una extensió molt més reduïda, pertanyent al final de l'Edat de Bronze; a la fi del segle viii aC, moment en el qual es produeix l'abandó el jaciment. Més tard, durant la segona meitat del segle vi, es recupera la població ibèrica i torna a ocupar-se Orleyl, que aconsegueix la seva màxima esplendor, donant-se lloc a una gran expansió urbanística que culmina amb la construcció de les muralles.
D'altra banda, el jaciment és molt famós per les seves necròpolis, d'on, igual que a la ciutat, s'han trobat moltes restes de ceràmica d'importació i textos amb epigrafia ibèrica en plom i pedra, sent una de les més nombroses de la Comunitat Valenciana.
Amb la inestabilitat de mitjan segle iii aC s'abandona el poblat. Es recupera la
, però sense arribar a ser el que fou en el moment d'esplendor, malgrat elevar grans edificis públics, datats entre els segles II a I aC.
Se situa en un promontori a 122 metres sobre el nivell del mar, en les últimes zones de la serra de Espadán, a la zona que tanca la Vall d'Uixó pel sud, en la plana litoral de la Plana Baixa.
L'assentament, que ocupa una extensió d'unes 4 hectàrees, presenta diferents zones: una acròpoli (composta d'una banda pública envoltada de muralles que conté al seu interior edificis singulars. Es data en el Bronze final i una segona fase dels segles V al III aC, i finalment un nivell superficial de ceràmiques alt medievals i tègules romanes.), un sistema defensiu (amb murs de carreus de calcària amb un dels seus costats llisos. Està format per diverses línies de fortificació. Entre els elements defensius destaquen les torres, algunes exemptes, altres adossades a les muralles i llenços llisos de muralla), els habitatges (amb parets de diferents materials com a arenisca i conglomerats; i s'usen diverses tècniques constructives, com la maçoneria. Es construeixen seguint les corbes de nivell.), i la necròpoli (una d'elles situada en el vessant NE).
Entre les obres trobades al jaciment destaca l'antic atuell grec del segle iv aC coneguda com La cratera d'Orleyl, actualment en el Museu Arqueològic de Borriana.